# Dieterich
Dieterich és una població dels Estats Units a l'estat d'Illinois. Segons el cens del 2000 tenia 591 habitants.

## Demografia
Segons el cens del 2000, Dieterich tenia 591 habitants, 218 habitatges, i 168 famílies. La densitat de població era de 191,8 habitants/km².
Dels 218 habitatges en un 39,4% hi vivien nens de menys de 18 anys, en un 61,5% hi vivien parelles casades, en un 11,5% dones solteres, i en un 22,5% no eren unitats familiars. En el 20,2% dels habitatges hi vivien persones soles el 8,3% de les quals corresponia a persones de 65 anys o més que vivien soles. El nombre mitjà de persones vivint en cada habitatge era de 2,71 i el nombre mitjà de persones que vivien en cada família era de 3,11.
Per edats la població es repartia de la següent manera: un 29,4% tenia menys de 18 anys, un 8,5% entre 18 i 24, un 29,6% entre 25 i 44, un 20,8% de 45 a 60 i un 11,7% 65 anys o més.
L'edat mediana era de 34 anys. Per cada 100 dones de 18 o més anys hi havia 87 homes.
La renda mediana per habitatge era de 45.972 $ i la renda mediana per família de 48.000 $. Els homes tenien una renda mediana de 30.865 $ mentre que les dones 21.250 $. La renda per capita de la població era de 16.652 $. Aproximadament el 7,9% de les famílies i el 7,5% de la població estaven per davall del llindar de pobresa.

## Poblacions més properes
El següent diagrama mostra les poblacions més properes.